# Élections législatives lituaniennes de 2016
Les élections législatives lituaniennes de 2016 sont les douzièmes élections des membres du Seimas de la République de Lituanie. Elles se tiennent le 9 octobre pour le premier tour et le 23 octobre pour le second.

## Système électoral
Le Seimas est un parlement unicaméral doté de 141 sièges pourvus pour quatre ans selon un mode de scrutin parallèle.
Sont ainsi à pourvoir 71 sièges selon une version modifiée du scrutin uninominal majoritaire à deux tours dans autant de circonscriptions électorales. Les candidats arrivés en tête au premier tour sont élus s'ils obtiennent la majorité absolue de l'ensemble des voix, y compris les votes blancs et nuls, et si la participation franchit le quorum de 40 % des inscrits sur les listes électorales dans leurs circonscription. À défaut, un second tour est organisé entre les deux candidats arrivés en tête, et celui recueillant le plus de voix est élu. Cependant, si la participation est là aussi inférieure à 40 %, l'ensemble du processus électoral est recommencé dans la circonscription concernée,.
À ces sièges majoritaires se rajoutent 70 sièges pourvus au scrutin proportionnel plurinominal avec listes ouvertes, vote préférentiel et seuil électoral de 5 % dans une unique circonscription nationale. Les électeurs ont la possibilité d'exprimer un vote préférentiel pour l'un des candidats de la liste qu'ils choisissent afin de faire monter sa place dans celle-ci. Après décompte des suffrages, les sièges sont répartis selon la méthode de la plus forte moyenne à toutes les listes ayant franchi le seuil électoral. Ce dernier est fixé à 5 % de l'ensemble des votes valides, blancs et nuls, mais passe à 7 % pour les coalitions de plusieurs partis. Une fois que les listes se sont vu alloués leurs sièges, ceux-ci sont répartis en priorité aux candidats ayant recueilli le plus de votes préférentiels,.

## Partis et chefs de file
| Parti | Parti                                                                                                  | Idéologie                                                      | Tête de liste                           | Résultats en 2012 |
| ----- | --- | -------------------------------------------------------------- | --------------------------------------- | ----------------- |
|       | Parti social-démocrate lituanien Lietuvos socialdemokratų partija                                      | Centre gauche Social-démocratie, progressisme                  | Algirdas Butkevičius (Premier ministre) | 18,37 % 38 sièges |
|       | Union de la patrie - Chrétiens-démocrates lituaniens Tėvynės sąjunga - Lietuvos krikščionys demokratai | Centre droit Conservatisme, démocratie chrétienne, libéralisme | Gabrielius Landsbergis                  | 15,08 % 33 sièges |
|       | Parti du travail Darbo partija                                                                         | Centre Social-libéralisme, populisme                           | Kęstutis Daukšys (lt)                   | 19,82 % 29 sièges |
|       | Ordre et justice Tvarka ir teisingumas                                                                 | Droite Libéral-conservatisme, populisme, euroscepticisme       | Remigijus Žemaitaitis                   | 7,31 % 11 sièges  |
|       | Mouvement libéral de la République de Lituanie Lietuvos Respublikos Liberalų sąjūdis                   | Centre droit Libéralisme, populisme                            | Eugenijus Gentvilas (en)                | 8,57 % 10 sièges  |
|       | Action électorale polonaise de Lituanie                                                                | Centre droit Démocratie chrétienne, russophilie                | Rita Tamašunienė                        | 5,83 % 8 sièges   |
|       | La Voie du courage                                                                                     | Attrape-tout Populisme, anti-corruption                        | Jonas Varkala (lt)                      | 7,99 % 7 sièges   |
|       | Union lituanienne agraire et des verts                                                                 | Centre à centre droit Agrarisme, technocratie, écologisme      | Ramūnas Karbauskis                      | 3,88 % 1 siège    |

## Résultats
|                        |                                                               |                 |                 |                 |                 |                  |                  |                  |                  |                  |                  |                  |                  |              |               |  |
| Parti                  | Parti                                                         | Proportionnelle | Proportionnelle | Proportionnelle | Proportionnelle | Circonscriptions | Circonscriptions | Circonscriptions | Circonscriptions | Circonscriptions | Circonscriptions | Circonscriptions | Circonscriptions | Total Sièges | +/-           |  |
| Parti                  | Parti                                                         | Proportionnelle | Proportionnelle | Proportionnelle | Proportionnelle | Premier tour     | Premier tour     | Premier tour     | Second tour      | Second tour      | Second tour      | Total            | +/-              | Total Sièges | +/-           |  |
| Parti                  | Parti                                                         | Votes           | %               | +/-             | S.              | Votes            | %                | S.               | Votes            | %                | S.               | Total            | +/-              | Total Sièges | +/-           |  |
|                        | Union de la patrie - Chrétiens-démocrates lituaniens (TS-LKD) | 276 275         | 22,63           | 6,88            | 20              | 258 835          | 21,57            | 1                | 247 920          | 28,06            | 10               | 11               | 9                | 31           | 2             |  |
|                        | Union lituanienne agraire et des verts (LVŽS)                 | 274 108         | 22,45           | 18,40           | 19              | 229 769          | 19,15            | 0                | 311 611          | 35,27            | 35               | 35               | 34               | 54           | 53            |  |
|                        | Parti social-démocrate lituanien (LSDP)                       | 183 597         | 15,04           | 4,14            | 13              | 183 267          | 15,27            | 0                | 115 576          | 13,08            | 4                | 4                | 20               | 17           | 22            |  |
|                        | Mouvement libéral (LRLS)                                      | 115 361         | 9,45            | 0,50            | 8               | 139 522          | 11,63            | 0                | 70 891           | 8,02             | 6                | 6                | 3                | 14           | 4             |  |
|                        | Coalition anti-corruption (LCP-LPP)                           | 77 114          | 6,32            | 5,34            | 0               | 36 621           | 3,05             | 0                | 6 876            | 0,78             | 1                | 1                | 1                | 1            | 1             |  |
|                        | Action électorale polonaise de Lituanie (LLRA)                | 69 810          | 5,72            | 0,36            | 5               | 63 291           | 5,27             | 2                | 13 526           | 1,53             | 1                | 3                | en stagnation    | 8            | en stagnation |  |
|                        | Ordre et justice (TT)                                         | 67 817          | 5,55            | 2,08            | 5               | 70 958           | 5,91             | 0                | 28 894           | 3,27             | 3                | 3                | 2                | 8            | 3             |  |
|                        | Parti du travail (DP)                                         | 59 620          | 4,88            | 15,81           | 0               | 79 824           | 6,65             | 0                | 25 803           | 2,92             | 2                | 2                | 10               | 2            | 27            |  |
|                        | Union lituanienne de la liberté (Libéraux) (LLS(L))           | 27 274          | 2,23            | Nv.             | 0               | 39 987           | 3,33             | 0                | 10 130           | 1,15             | 0                | 0                | en stagnation    | 0            | en stagnation |  |
|                        | Parti vert lituanien (LZP)                                    | 24 727          | 2,03            | Nv.             | 0               | 11 047           | 0,92             | 0                | 5 627            | 0,64             | 1                | 1                | 1                | 1            | 1             |  |
|                        | Liste lituanienne (LS)                                        | 21 966          | 1,80            | Nv.             | 0               | 17 519           | 1,46             | 0                | 8 709            | 0,99             | 1                | 1                | 1                | 1            | 1             |  |
|                        | Parti populaire lituanien (LŽP)                               | 12 851          | 1,05            | 0,79            | 0               | 9 767            | 0,81             | 0                |                  |                  |                  | 0                | en stagnation    | 0            | en stagnation |  |
|                        | Coalition contre la corruption et la pauvreté (JL-LTS)        | 6 867           | 0,56            | 0,10            | 0               | 4 150            | 0,35             | 0                |                  |                  |                  | 0                | en stagnation    | 0            | en stagnation |  |
|                        | La Voie du courage (DK)                                       | 3 498           | 0,29            | 8,05            | 0               | 4 619            | 0,38             | 0                |                  |                  |                  | 0                | en stagnation    | 0            | 7             |  |
|                        | Indépendants                                                  |                 |                 |                 |                 | 50 738           | 4,23             | 0                | 37 919           | 4,29             | 4                | 4                | 1                | 4            | 1             |  |
|                        |                                                               |                 |                 |                 |                 |                  |                  |                  |                  |                  |                  |                  |                  |              |               |  |
| Suffrages exprimés     | Suffrages exprimés                                            | 1 220 885       | 95,88           |                 |                 | 1 199 914        | 94,28            |                  | 883 482          | 96,41            |                  |                  |                  |              |               |  |
| Votes nuls             | Votes nuls                                                    | 52 469          | 4,12            | 72 788          | 5,72            | 32 937           | 3,59             |                  |                  |                  |                  |                  |                  |              |               |  |
| Total                  | Total                                                         | 1 273 354       | 100             | -               | 70              | 1 272 702        | 100              | 3                | 916 419          | 100              | 68               | 71               | -                | 141          | en stagnation |  |
| Abstention             | Abstention                                                    | 1 241 303       | 49,36           |                 |                 | 1 241 955        | 49,39            |                  | 1 488 724        | 61,90            |                  |                  |                  |              |               |  |
| Inscrits/Participation | Inscrits/Participation                                        | 2 514 657       | 50,64           | 2 514 657       | 50,61           | 2 405 143        | 38,10            |                  |                  |                  |                  |                  |                  |              |               |  |

## Conséquences
Le 24 octobre 2016, la présidente de la République, Dalia Grybauskaitė, confie à l'Union lituanienne agraire et des verts la tâche de former une majorité au lendemain de sa victoire aux élections législatives.
Le 9 novembre 2016, l'Union lituanienne agraire et des verts signe un accord en vue de la formation d'une coalition gouvernementale avec le Parti social-démocrate lituanien du premier ministre sortant Algirdas Butkevičius, grand perdant des élections législatives. Les deux partis disposent d’une majorité absolue au Seimas,,.